# Emili Fontbona
Emili Fontbona Ventosa (Barcelona, 1879-1938) fue un escultor español. 

## Biografía
Formado con el escultor Eusebio Arnau y en la academia del pintor Pere Borrell, formó parte del grupo de "El Rovell de l'Ou"; fue uno de los redactores de la revista manuscrita Il Tiberio (1896-98). Marchó a París en 1899 con sus compañeros pintores Mariano Pidelaserra y Pere Ysern. Allí residió hasta 1902 e hizo gran amistad con Pablo Picasso, que de nuevo en Barcelona se inició en la escultura, modelando barro en la casa familiar del escultor, en la calle de Padua de Barcelona. Picasso hizo diversos dibujos retratando a Fontbona, en uno de ellos, anuncio de "Els Quatre Gats", de 1902, le presentó rodeado de amigos de aquella época (Pere Romeu, el mismo Picasso, Sabartés, Ángel F. de Soto y Rocarol).

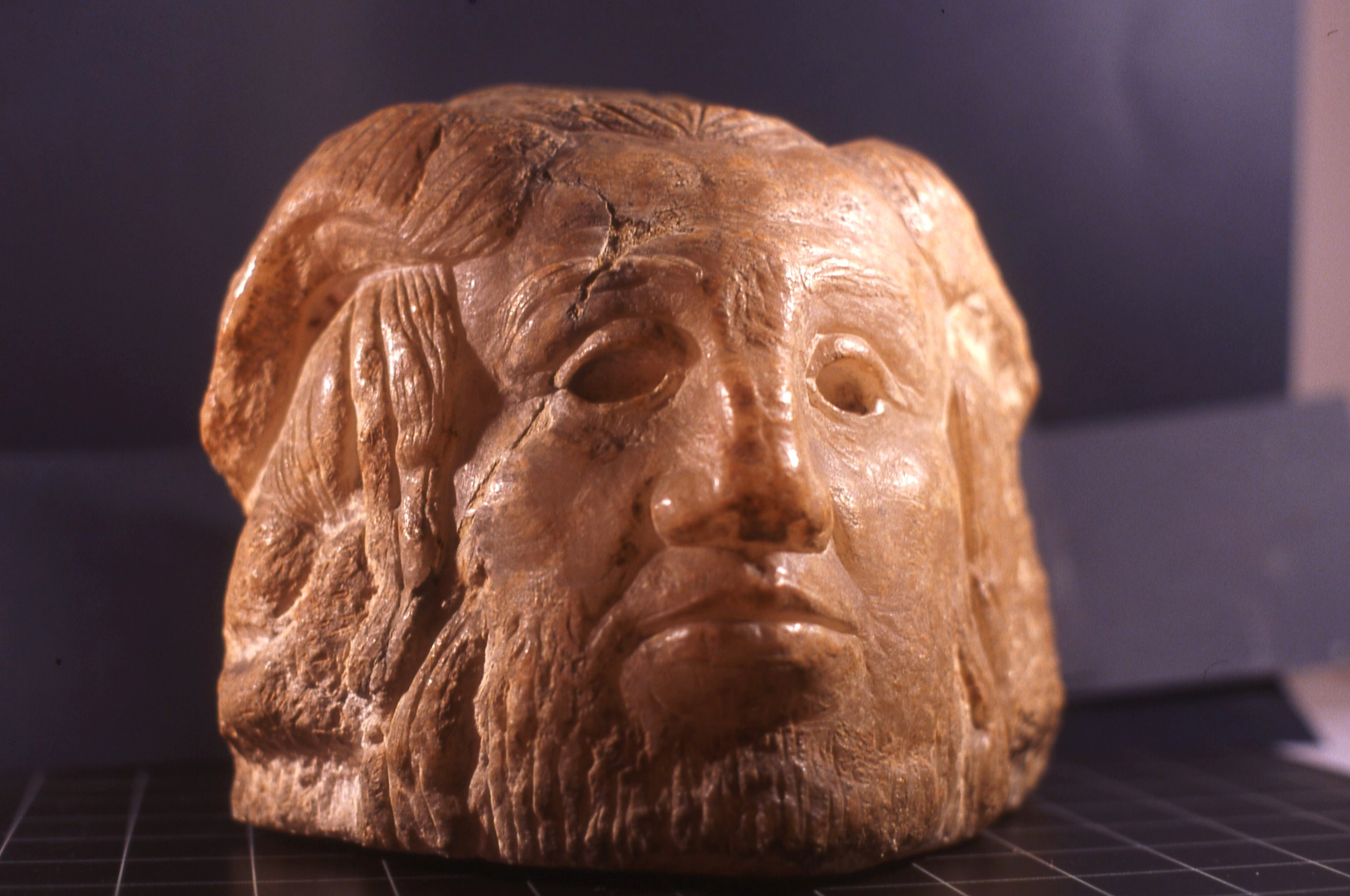
Fauno (1905), obra en alabastro de Emili Fontbona (Barcelona, colección particular)

Como escultor se sintió fuertemente influido por el primitivismo predicado por Paul Gauguin, lo que se reflejó en su obra (mayoritariamente conservada en colecciones familiares y privadas): Mujer de Amposta, Marinero de Tarragona, etc. que representan un camino totalmente diferente al del modernismo catalán típico y todavía más alejado de la escultura académica. Hacia 1905 hizo en alabastro Cabeza de fauno, de un brutalismo insólito, y más o menos por esa época entró a trabajar en la Sagrada Familia, donde no congenió con Antonio Gaudí. A partir del 1906 hubo de dejar sus actividades a causa de una esquizofrenia que le mantuvo recluido el resto de su vida en un hospital psiquiátrico.